# 科隆纳堡
科隆纳堡（義大利語：Castel Colonna）原为意大利马尔凯大区安科纳省的一个市镇。总面积13.31平方公里，人口1079人，人口密度81.1人/平方公里（2009年）。ISTAT代码为042009。
2014年1月1日，科隆纳堡、里佩和蒙泰拉多合并为新的特雷卡斯泰利市镇。